# 木瓜溪避溢橋
台鐵木瓜溪避溢橋是位於中華民國（台灣）花蓮縣木瓜溪支流上的一座鐵路橋樑，連接花蓮縣吉安鄉吉安車站與壽豐鄉志學車站，於1987年重建新橋。

## 沿革
甲午戰爭後的1895年，台灣成為日本的殖民地，日本殖民當局臨時臺灣鐵道隊山根武亮等人於1897年1月曾踏勘橫斷鐵路及東台灣花蓮港地方鐵路路線:94，而臺灣總督佐久間左馬太也在1907年1月率鐵道部長長谷川謹介、技師鈴木善八等人由花蓮港沿璞石閣（今玉里）至卑南（今台東）巡視勘查:7，之後由鐵道部於1910年2月1日開始建設花蓮港（今花蓮鐵道文化園區）至璞石閣（今玉里）間輕便鐵路，採用762mm軌距:30，行經木瓜溪支流處架設木瓜溪第一避溢橋與第二避溢橋。同年12月16日，包含木瓜溪避溢橋在內的花蓮港～鯉魚尾路段開通營運:110。
木瓜溪第一避溢橋與第二避溢橋於1910年2月1日開工，兩橋均為3孔鋼鈑梁橋，每孔跨度40呎，橋長129呎（約39.3公尺），在外國製鋼梁尚未運達前，先架設臨時橋，以利該年12月花蓮港～鯉魚尾段營運:35。隔年（1911年）8月15日，本橋竣工。4年後的1915年3月31日，兩橋都增加跨度40呎橋孔1孔:37。
由於木瓜溪上游河道不穩定，主流改道時即直沖第一、第二避溢橋，因此第二避溢橋曾遭受嚴重災害，日治時期曾擴建至14孔，後又慢慢拆除至僅剩7孔。
二戰後1978年7月1日起，台鐵局進行東線鐵路拓寬工程，將臺東線鐵路由原來的762mm軌距拓寬為1067mm，鑒於木瓜溪河道多年來已較為穩定，因此拓寬時配合河道水流，於木瓜溪支流分別架設第一、第二避溢橋，以結省工程費。第一避溢橋設計為4孔跨度4.95公尺連續版梁橋，形態類似箱型鋼筋混凝土結構，基底止於河床面，穩定性差；而第二避溢橋則為3孔跨度13.5公尺鋼筋混凝土丁字梁橋。
東線鐵路拓寬工程於1982年6月27日竣工通車（但舞鶴～三民間自強隧道前後路段除外），兩座避溢橋鋪設1067mm軌距鐵軌。由於通車後行車密度及速度提高、列車載重與牽引力增加，再加上河床因多次山洪暴發、河道明顯改變，故橋梁通車後不久，第二避溢橋南端路基即於同年7月29日遭沖失60公尺，第一避溢橋也同時達到滿水位，兩側橋台翼牆損壞，復又以橋梁高度不足、通水容量不夠，致使橋梁穩定性日差，已達危及行車安全程度，因此台鐵局於1980年代後半期，將木瓜溪第一與第二避溢橋納入「鐵路沿線老舊橋梁重建工程」計畫重建。

## 重建
本橋重建於原本木瓜溪第一與第二避溢橋的下游側（東側）16公尺處，合併擴建為今天的木瓜溪避溢橋，計17孔橋孔，全長340公尺，橋位提高2.22公尺，但橋位提高後，北端縱坡超過台鐵最大坡度限制（15‰），所以將本橋北端不遠處的干城車站站場一併改建抬高1.6公尺。
重建的新橋上部結構為上承式簡支預力箱型梁橋，跨徑20公尺，橋面總寬5.4公尺。下部結構為單柱懸臂式橋墩，基礎為長15公尺、半徑5公尺之圓形開口沉箱，1986年1月18日開工，1987年1月16日完工。新橋竣工後接著辦理干城車站站場提高工程，原本計畫待干城站北方地下道開工後18月才啟用新橋，但緩不濟急，為了早日解除颱風季對舊橋的威脅，台鐵局提前在1989年6月29日自干城站內以原第3股道撥接新橋通車，新避溢橋自該日起使用至今。

## 近況
2014年6月28日，包含木瓜溪避溢橋在內的臺東線完成電氣化通車營運。